# Balaenidae
Balaenidae (/bəˈlɛnɪdeɪ/) là một họ động vật có vú biển trong Bộ Cá voi gồm 2 chi còn sinh tồn. Về lịch sử phân loại, nó từng được xem là chỉ chứa duy nhất 1 loài cá voi đầu bò. Trong suốt thế kỷ 20, điều này đã gây nhiều tranh cãi trong giới khoa học. Cuối cùng, vào đầu thập niên 2000, các nhà khoa học đưa ra kết luận: cá voi đầu cong, loài thường được biết là cá voi đầu bò Greenland, thực tế không phải là cá voi đầu bò. Do đó, họ Balaenidae bao gồm cả chi cá voi đầu bò (Eubalaena), và chúng có quan hệ rất gần với cá voi đầu cong (chi Balaena).

## Đặc điểm
Balaenidae là các loài cá voi lớn, con trưởng thành dài trung bình 15 đến 17 m và nặng 50-80 tấn. Đặc điểm chính để nhận biết chúng là hàm trên có dạng vòm, hẹp. Hìnnh dáng này cho phép hình thành các tấm hàm dài. Loài này sử dụng tính năng này bằng cách nổi lên gần bề mặt nước, và thu thức ăn từ nước, sau đó dùng lưỡi để lấy thức ăn từ tấm sừng hàm - một cách lấy thức ăn ngược lại với cá voi xám và Balaenopteridae. Thức ăn của chúng là các loài giáp xác nhỏ, chủ yếu là động vật giáp xác Copepoda, mặc dù một số loài cũng ăn một lượng đáng kể krill.

## Hình ảnh

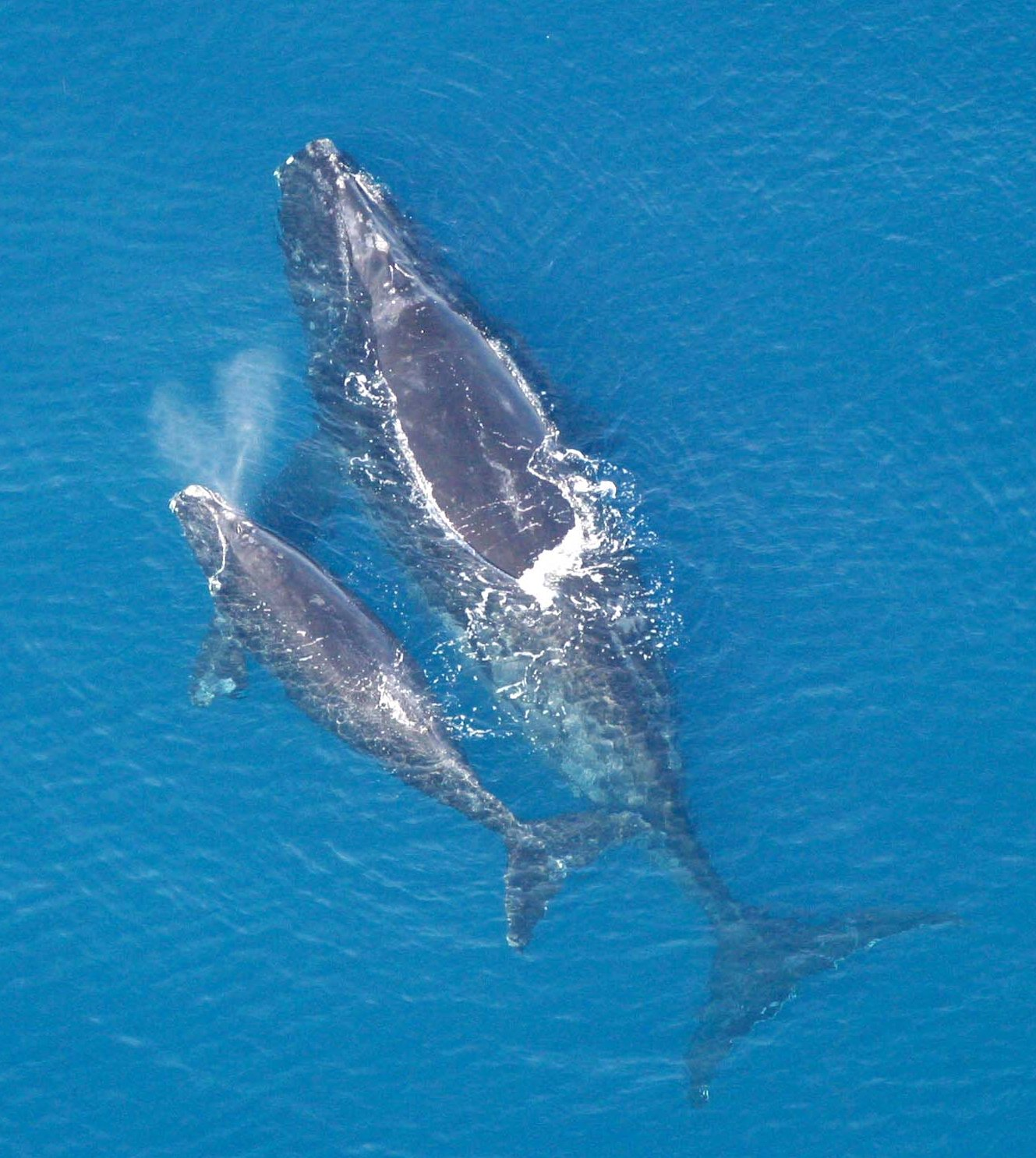
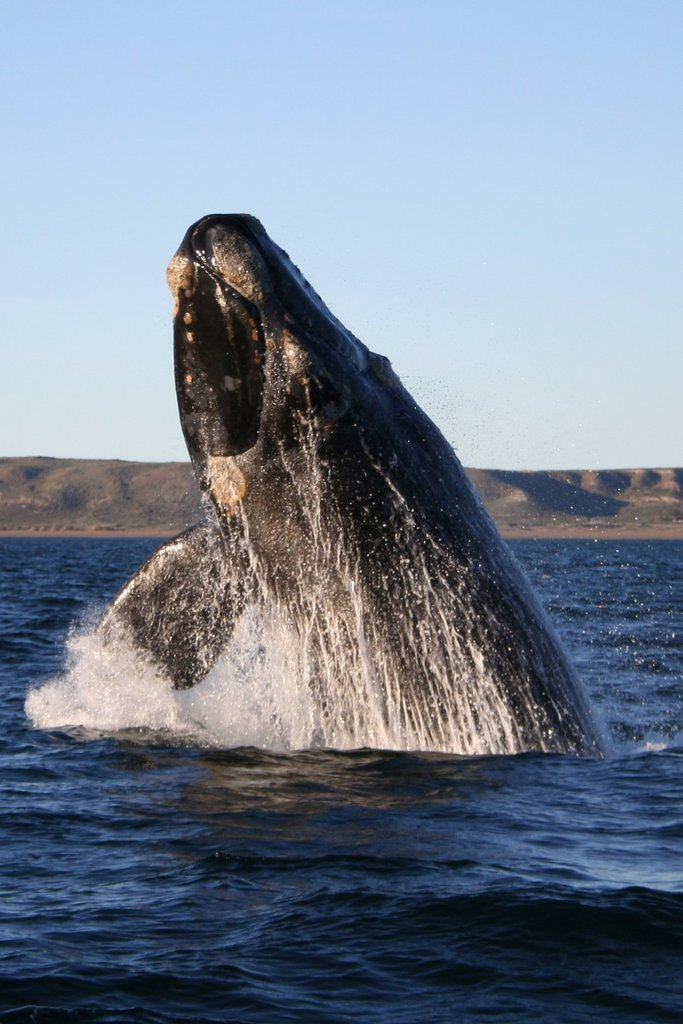
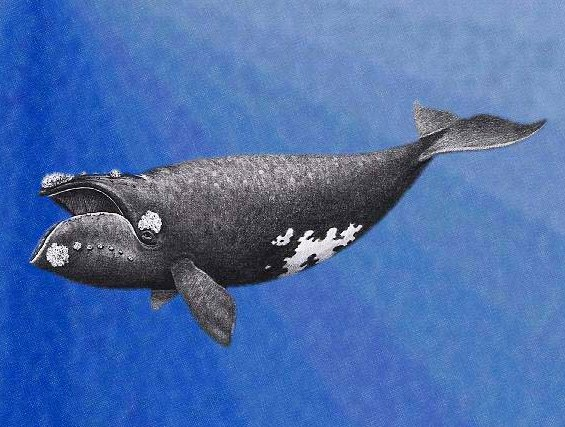
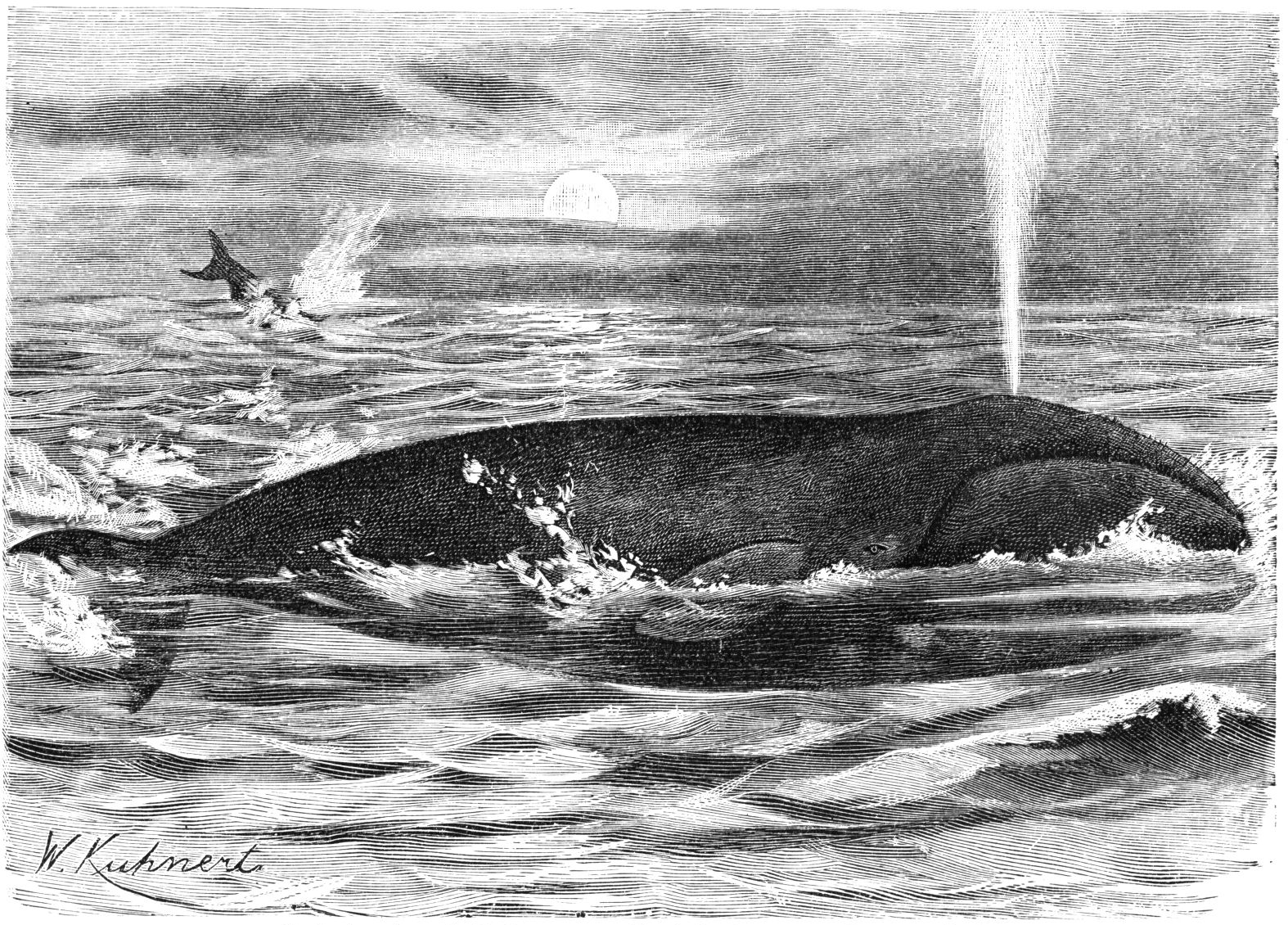